# بوبي هاكيت
بوبي هاكيت (بالإنجليزية: Bobby Hackett) هو سباح أمريكي، ولد في 15 أغسطس 1959 في يونكيرس في الولايات المتحدة.

## روابط خارجية
- بوبي هاكيت على موقع الاتحاد الدولي للسباحة (الإنجليزية)
- بوبي هاكيت على موقع أوليمبيديا (الإنجليزية)